# Alexander Wheelock Thayer
Alexander Wheelock Thayer (South Natick, Massachusetts, Estados Unidos, 22 de octubre de 1817 - Trieste, Italia, 15 de julio de 1897), fue un bibliotecario y periodista que se convirtió en el autor de la primera biografía académica de Ludwig van Beethoven, aún considerada, tras muchas actualizaciones, como una obra básica de referencia sobre el compositor.

## Vida
En el invierno de 1838-39 era profesor en la Westfield School de Dedham, Massachusetts.

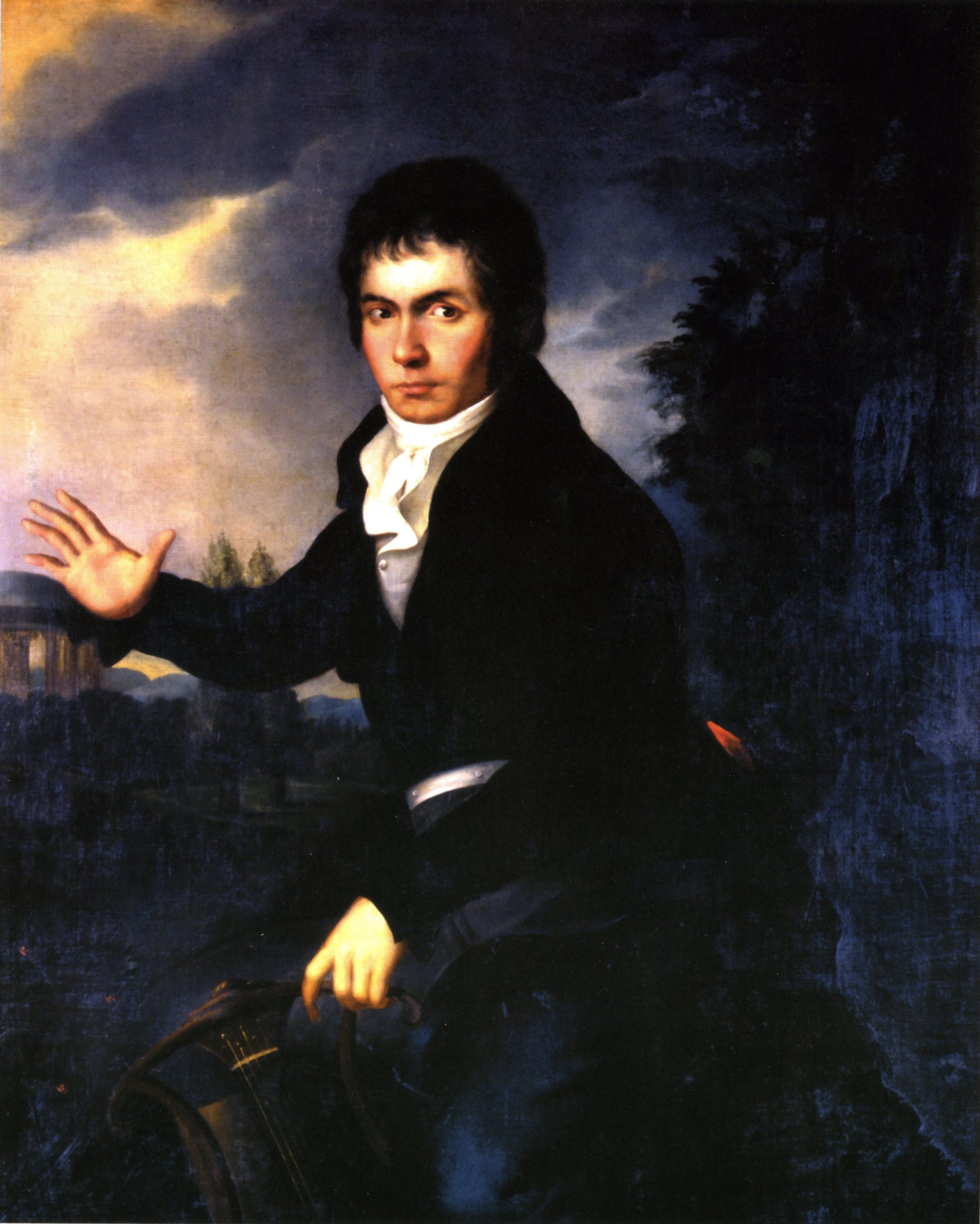
Una copia del retrato de Beethoven por Joseph Willibrord Mähler que fue propiedad de Thayer. Ahora pertenece a la Biblioteca Püblica de Nueva York.

En principio bibliotecario de la Facultad de Derecho de Harvard, Thayer se dio cuenta de las muchas discrepancias en la biografía de Beethoven por Anton Schindler, su amanuense ocasional, que apareció en 1840. (La fiabilidad de Schindler ha sido muy discutida desde entonces por estudiosos posteriores). En 1849 Thayer navegó hacia Europa para emprender sus propias investigaciones, aprendiendo alemán y recopilando información. Apoyado en sus tareas periodísticas y tras muchas privaciones, al final fue nombrado cónsul de los Estados Unidos en Trieste, donde pudo proseguir con sus trabajos. La primera edición de la biografía, en alemán, en tres volúmenes que cubrían la vida de Beethoven hasta 1816, aparecieron entre 1866 y 1879. La obra fue completada por Hermann Deiters, colega alemán de Thayer, y tras la muerte de Deiters, por Hugo Riemann, que se encargó de los volúmenes póstumos números 4 (1907) y 5 (1908), a partir de las notas de Thayer, que cubren los años desde 1817 hasta la muerte de Beethoven en 1827.
La obra de Thayer sobre Beethoven sentó las bases de las pautas modernas de exactitud, investigación y análisis en las biografías.
En 1865 Thayer escribió:
No lucho por teorías ni me gustan los prejuicios; mi único punto de vista es la verdad.
Henry Edward Krehbiel, a quien se debe la primera edición en inglés de la biografía (1921), escribió sobre Thayer en 1917:
Su laboriosidad, celo, brillante fuerza analítica, honradez y apertura de mente ganaron la confianza de todo aquel con quien entró en contacto, salvo los charlatanes literarios cuyas novelas se inclinaban a destruir el interés en la veracidad de la historia.

La versión más reciente de la biografía (1964-67) está revisada y editada por Elliot Forbes.